# 南海子公园

南海子公园牌楼

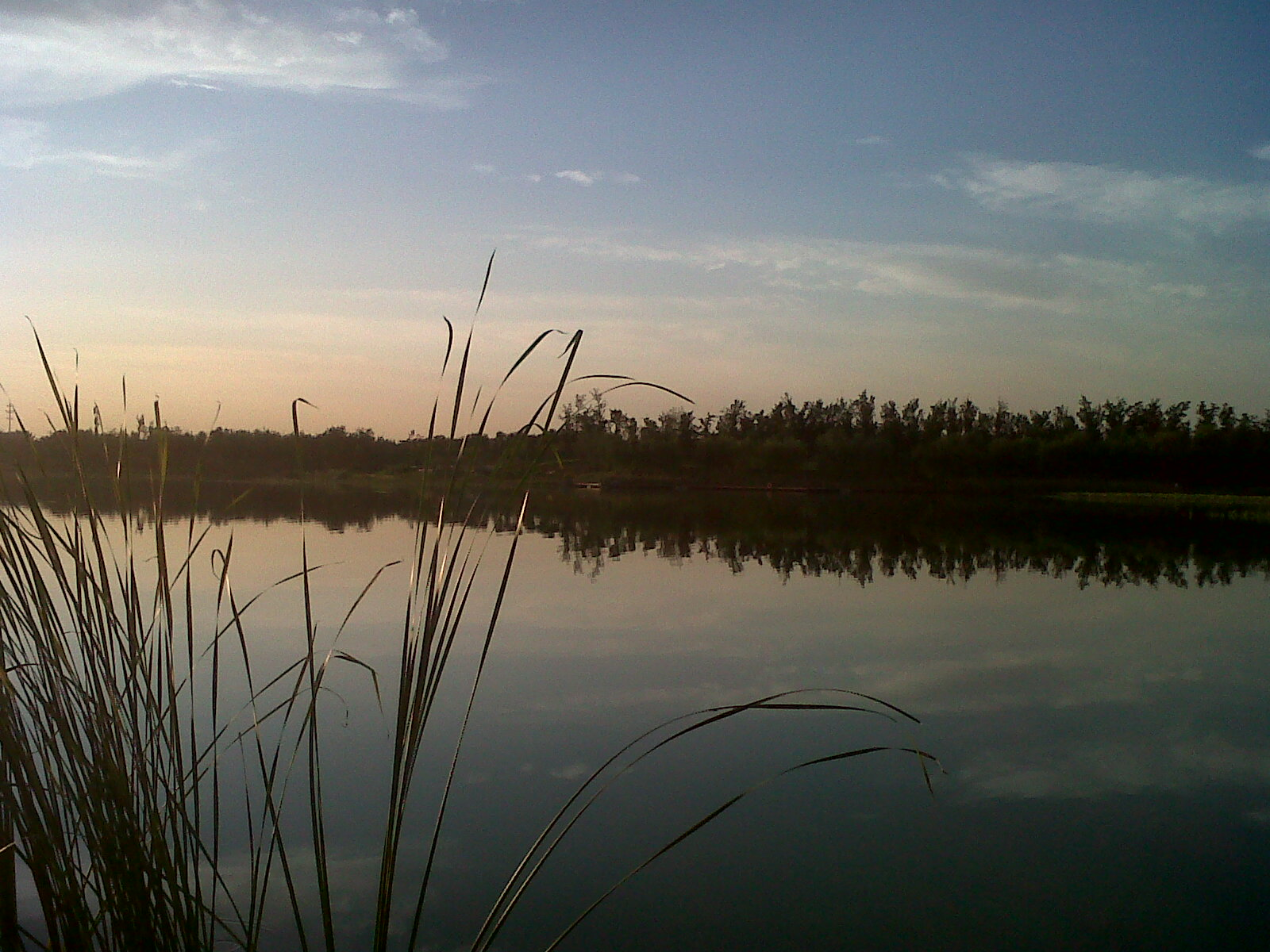
南海子公园（一期）的湖泊

南海子公园（英語：Nanhaizi park），位于北京市大兴区瀛海镇，是北京的四大郊野公园之一，也是北京市最大的湿地公园。该公园因地处明朝、清朝皇家园林南苑（明朝称南海子）以内而得名。

## 简介
1948年12月，中国人民解放军开进南苑（南海子）。1958年，中华人民共和国国务院决定将大兴县由河北省重新规划回北京市。不久，南苑被一分为三：南部的农场以及旧宫乡、鹿圈乡、红星乡、西红门乡、金星乡归大兴县；北部的南苑、东高地、大红门地区归丰台区；东北部的小红门地区归朝阳区。
1985年8月24日 ，首批22头麋鹿从英国乌邦寺庄园回到原栖息地北京南海子麋鹿苑。1992年4月，北京经济技术开发区在大兴区亦庄乡奠基。2007年，大兴区人民政府成立“三海子郊野公园规划建设领导小组”，区长林克庆任组长。2009年6月，中共大兴区委、大兴区人民政府正式成立“三海子郊野公园建设管理委员会”。2009年11月9日，中共中央政治局委员、中共北京市委书记刘淇来到三海子郊野公园筹建现场调研。2009年11月30日，中共北京市委书记、市长郭金龙来到三海子郊野公园筹建现场调研。2010年1月16日，三海子郊野公园动工。2010年9月26日，南海子公园（一期）对公众开园。
南海子公园位于北京南中轴线延长线，规划建设范围东起凉水河，西到104国道，北到南五环路，南到黄亦路，占地面积8.01平方公里，其中湿地面积为240公顷。2010年建成的一期工程位于公园规划区域的东南部，占地面积159.64公顷。一期工程包括五大景区、十六个景点。北京南海子麋鹿苑的主体也被包括在该公园内。